# Bowiea pnąca
Bowiea pnąca, bowiea wijąca się (Bowiea volubilis Harv. ex Hook.f.) – gatunek rośliny z monotypowego rodzaju bowiea Bowiea Harv. ex Hook.f. z rodziny szparagowatych. Występuje w tropikalnej i południowej Afryce, na obszarze od Ugandy do Republiki Południowej Afryki. Jest 14. najczęściej sprzedawaną rośliną leczniczą w RPA, stosowaną w wielu dolegliwościach zdrowotnych. Z powodu masowych zbiorów populacje tej rośliny zostały istotnie ograniczone. Z uwagi na zawartość silnie działających glikozydów nasercowych jest rośliną śmiertelnie trującą, a odnotowywane zgony ludzi i innych zwierząt po jej spożyciu przypisuje się zatrzymaniu akcji serca. Ze względu na oryginalny pokrój jest uprawiana jako roślina pokojowa. W Polsce bywa sprzedawana pod nazwą „pnąca cebula”, co jest tłumaczeniem zwyczajowej nazwy tego gatunku w języku angielskim (climbing onion).
Nazwa rodzaju została nadana na cześć Jamesa Bowie, żyjącego w latach 1789–1869 ogrodnika Królewskich Ogrodów Botanicznych w Kew i kolekcjonera roślin z Afryki Południowej. Epitet gatunkowy oznacza po łacinie skręcająca, oplatająca.

## Zasięg geograficzny
W ramach gatunku wyodrębnione zostały dwa podgatunki o odrębnym zasięgu geograficznym.
Podgatunek Bowiea volubilis subsp. volubilis występuje na obszarze od tropikalnej Afryki Wschodniej (Kenii, Tanzanii i Ugandy) do Mozambiku, Zimbabwe, Malawi, Angoli i południowo-wschodniej Republiki Południowej Afryki, gdzie występuje w Prowincji Przylądkowej Wschodniej, KwaZulu-Natal, Mpumalanga, Gauteng i Limpopo.
Podgatunek B. v. subsp. gariepensis występuje w południowej Namibii i w zachodniej Prowincji Przylądkowej Północnej w RPA, głównie we wschodniej części skalistej pustyni Gariep.

## Morfologia

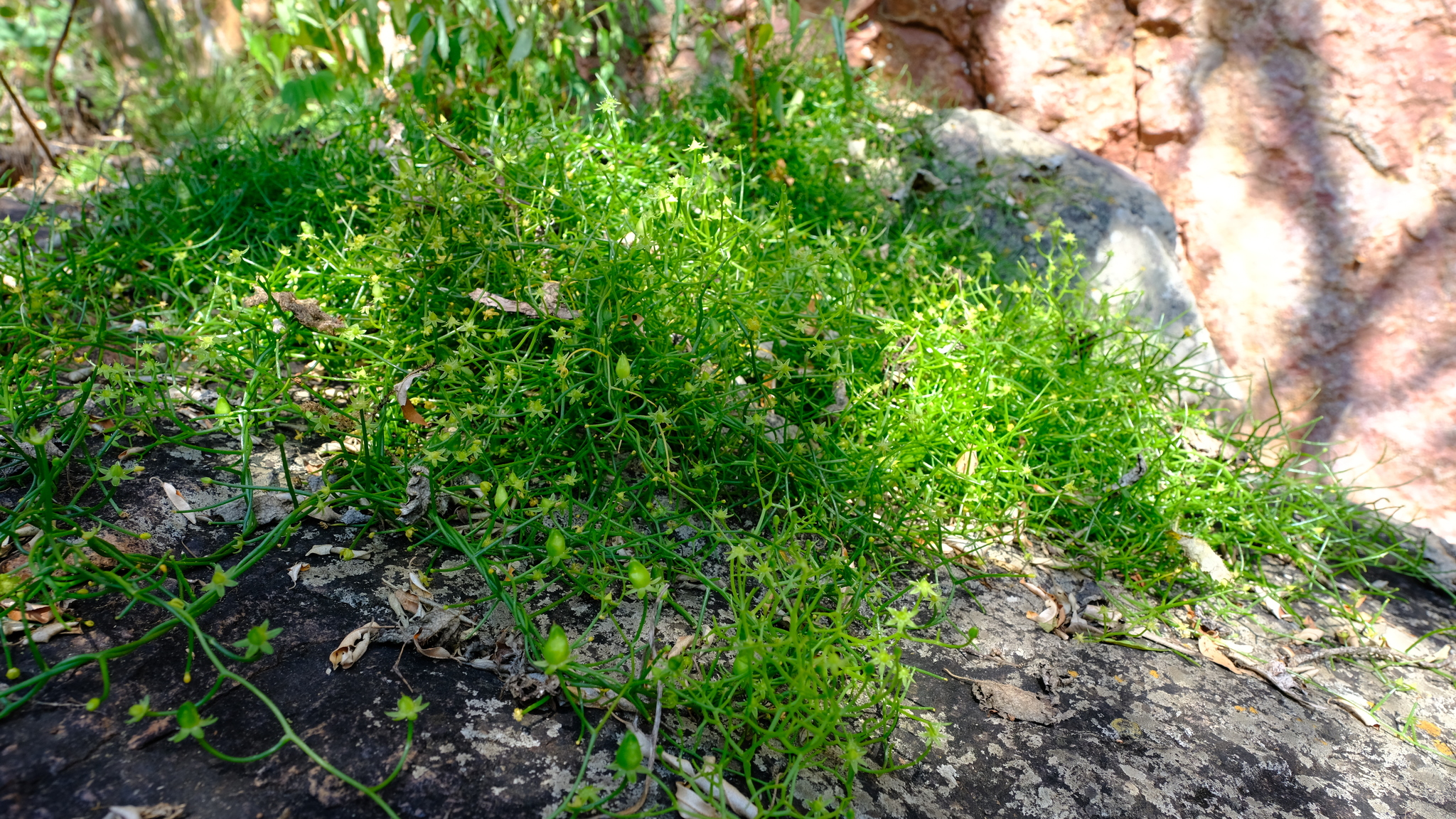
Pokrój

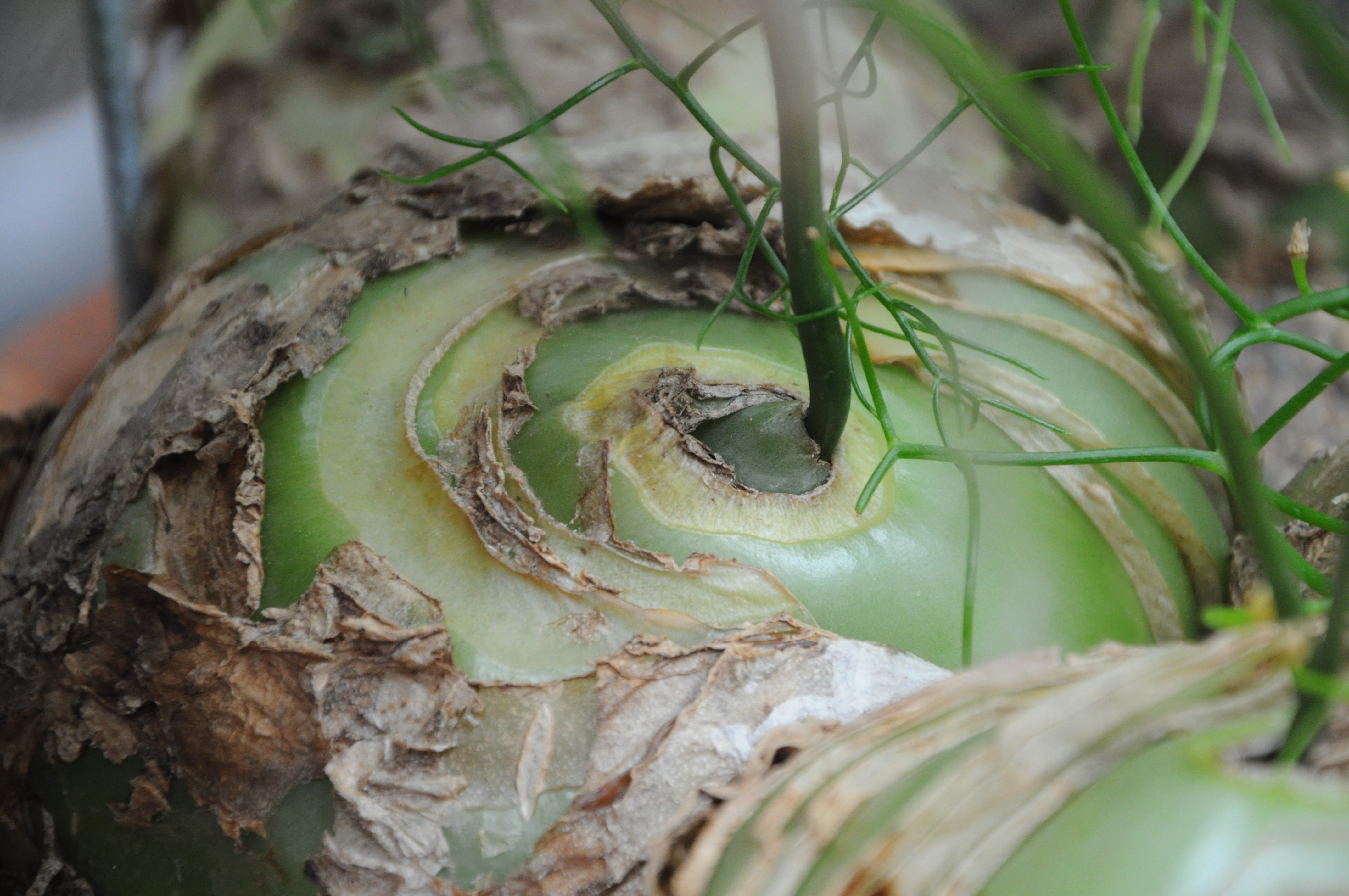
Cebula

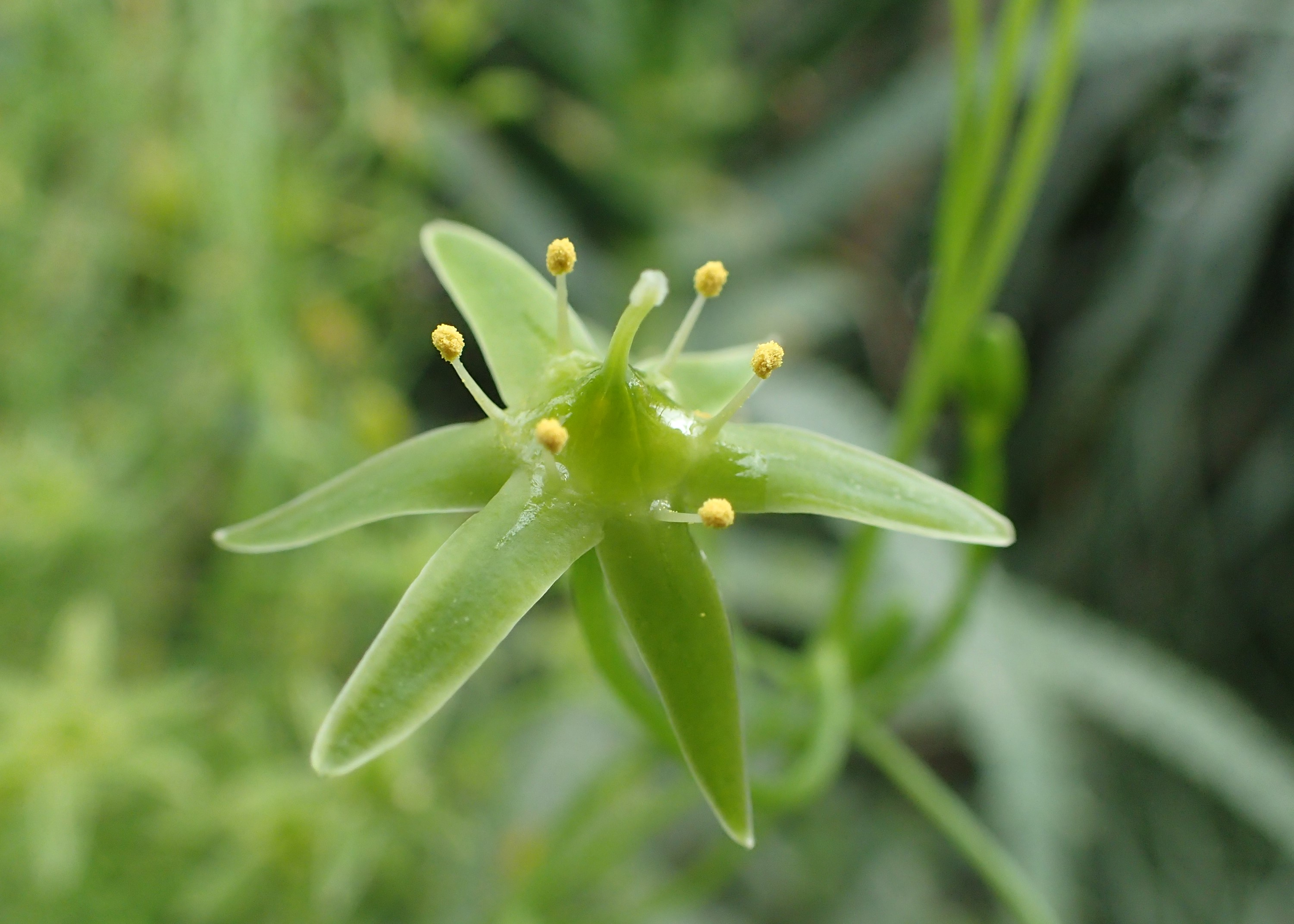
Kwiat B. v. subsp. volubilis

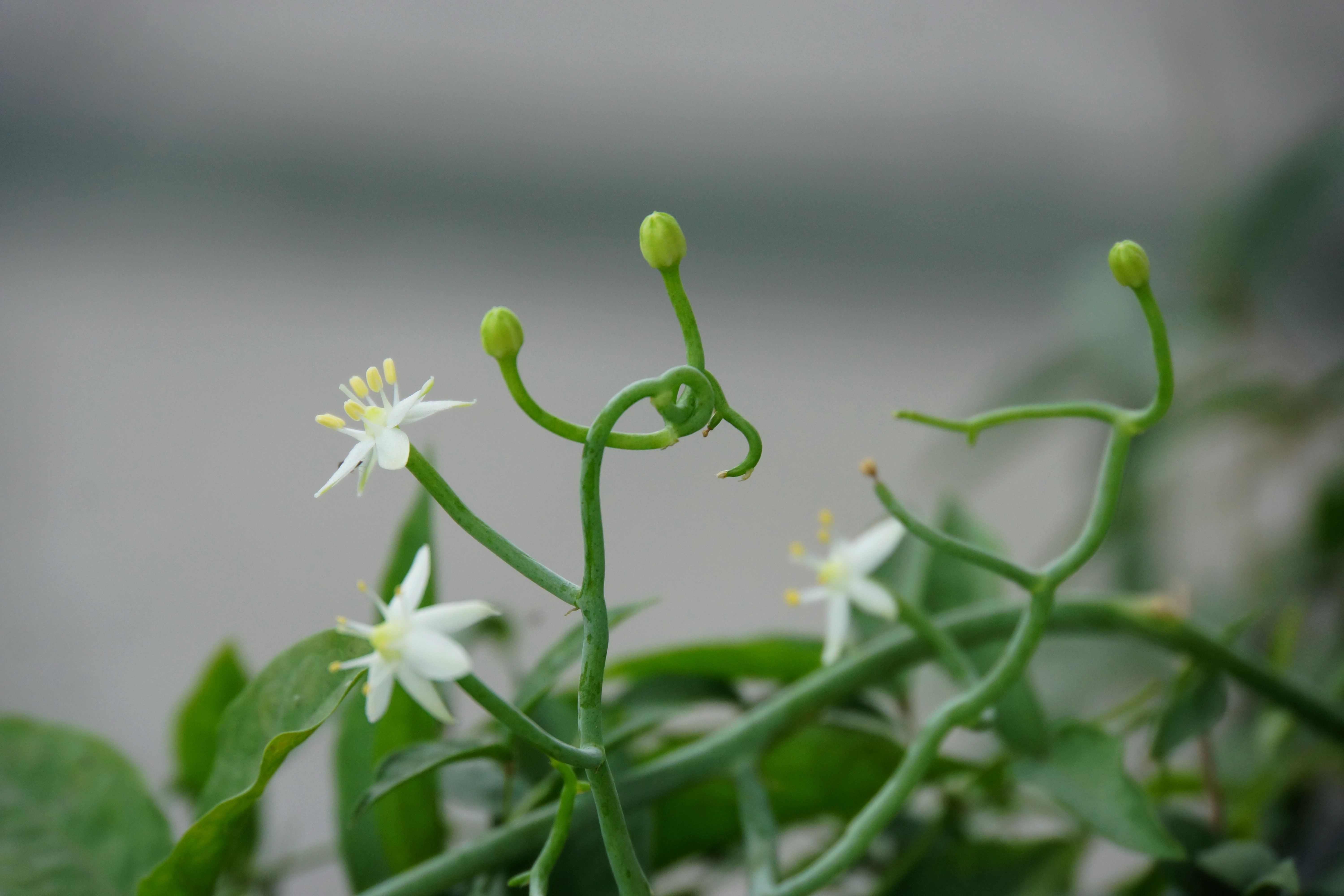
Kwiat B. v. subsp. gariepensis

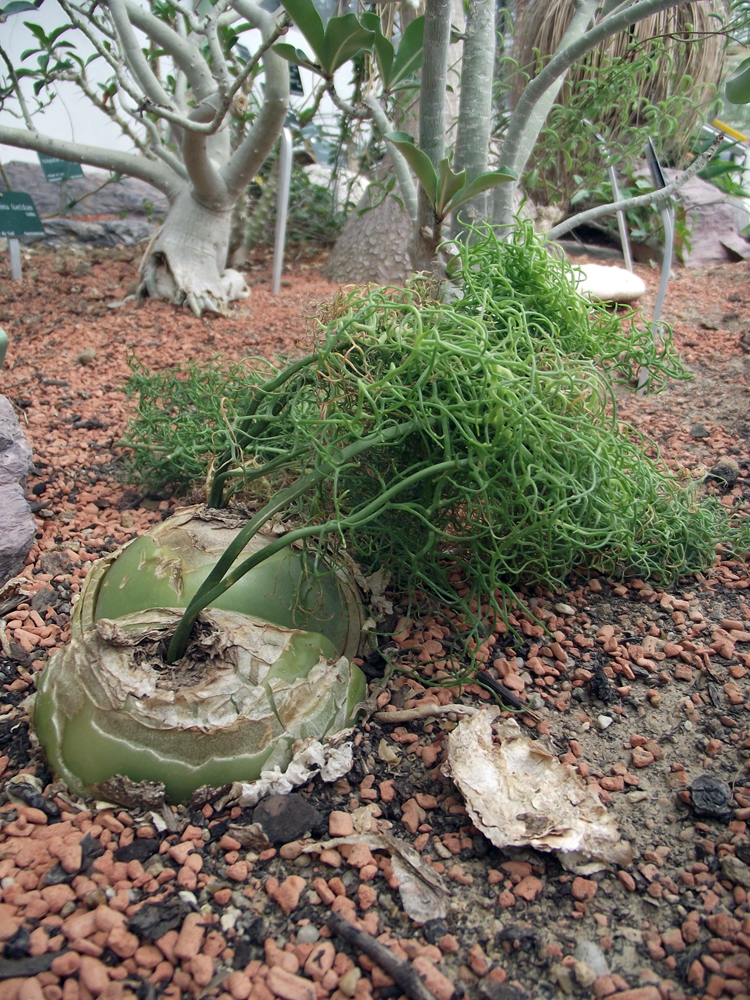

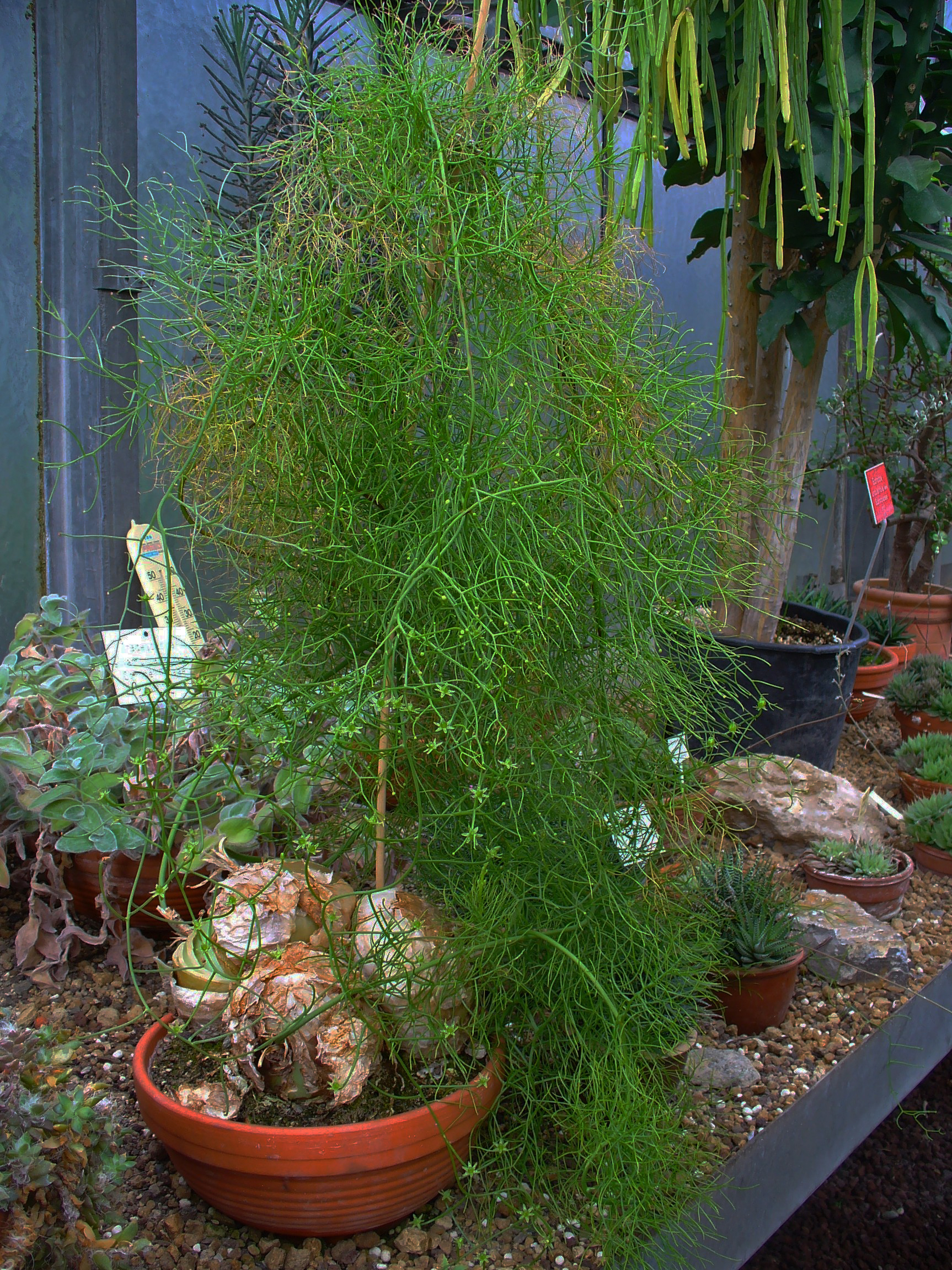

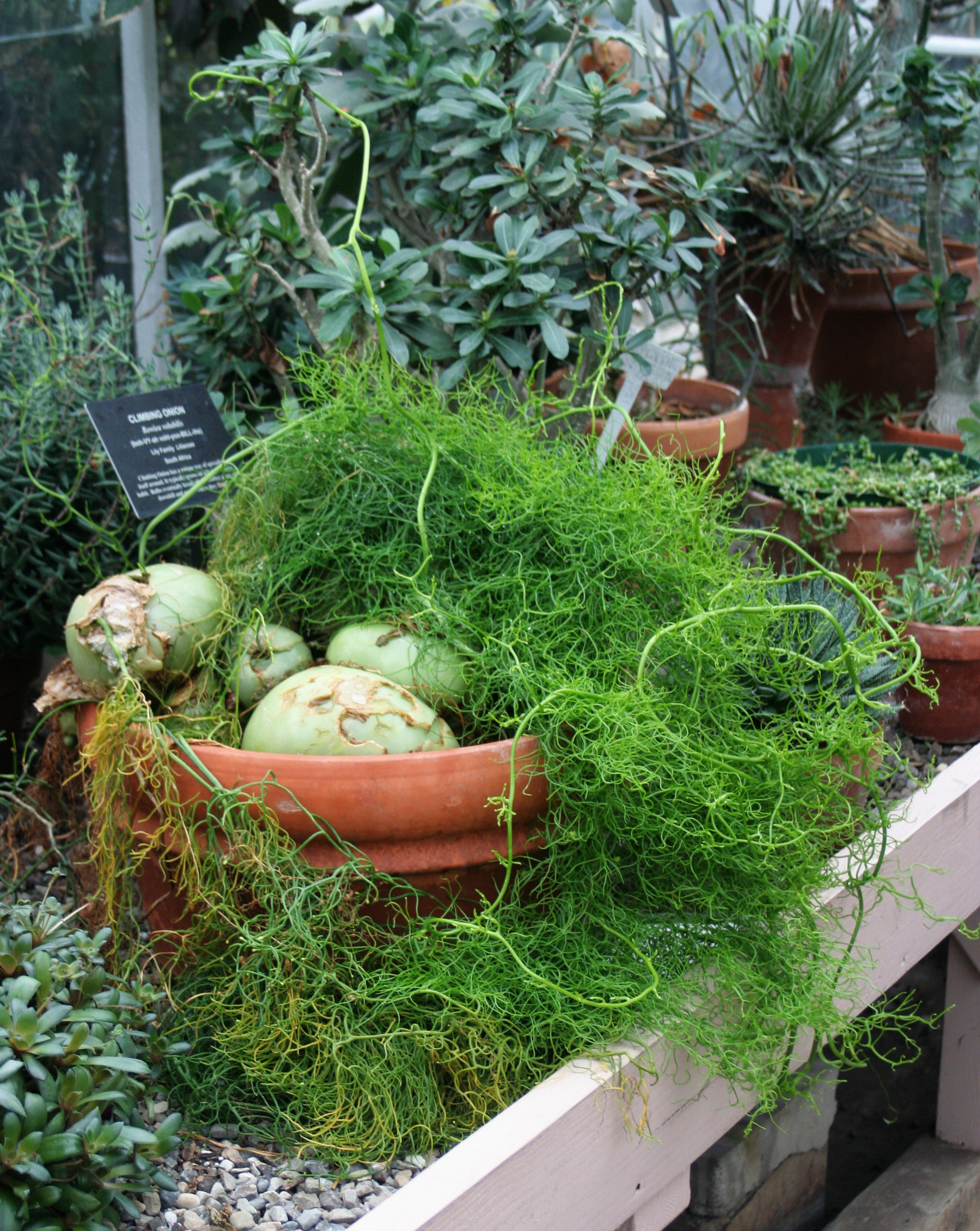

PokrójWieloletnie, pnące rośliny zielne.
PędWklęsło-kuliste cebule o średnicy do 16 cm, wpierw podziemne, w miarę wzrostu wyrastające powyżej poziomu gruntu, części nadziemne są zielone, łuski zewnętrzne wpierw grube i mięsiste, następnie usychające i papierzaste. Cebule mają budowę sympodialną, a pąk wierzchołkowy, tworzący zarówno cebule potomne, jak i zawiązki pędów kwiatostanowych, znajduje się u nasady najbardziej wewnętrznego liścia spichrzowego. Na zewnętrznej powierzchni liści spichrzowych znajduje się niewiele aparatów szparkowych, a ich objętość tworzy wielkokomórkowa tkanka miękiszowa, magazynująca wodę.
LiścieKrótko żyjące, mięsiste, równowąsko-lancetowate, kanalikowate liście tworzą jedynie młode, niedojrzałe osobniki.
KwiatyPęd kwiatostanowy jednoroczny, fotosyntetyzujący, pnący, poskręcany lub rozpłożony, silnie rozgałęziony, o szydłowatych odgałęzieniach o długości do 7 cm, nieco mięsisty, u podgatunku  gariepensis modry do modro-zielonego, osiągający do 1,2 m długości, u podgatunku volubilis zielony, o długości do 10 m (zwykle 3–4 m, a u roślin uprawianych w pojemnikach zwykle do 2 m). Przysadki lancetowate, ostrogowate. Szypułki łukowato wygięte, o długości 2–5 cm. Kwiatostan określany jako rozgałęzione grono z bezpłciowymi kwiatami w dolnym odcinku. Kwiaty nieprzyjemnie pachnące, długo żyjące. Okwiat promienisty, sześciolistkowy, biały (B. v. subsp. gariepensis) lub zielony do żółtawozielonego (B. v. subsp. volubilis). Listki okwiatu równe, wolne, podługowate do lancetowatych, o brzegach odgiętych i odwiniętych do zewnątrz w kierunku nasady i nieco zaostrzonych wierzchołkach, rozwarte do odgiętych, o długości 12 mm i szerokości 3,5 mm. Sześć pręcików o nitkach niemal wzniesionych, wąskotrójkątnych do nitkowatych, i podługowatych główkach. Zalążnia siedząca, półdolna, trójkomorowa, szerokostożkowa, jasnozielona, kleista w górnym odcinku, zawierająca ok. 5 zalążków w każdej komorze. Słupek synkarpiczny. Szyjka słupka krótka, okrągła na przekroju, zakończona trójwrębnym znamieniem.
OwoceTrójkomorowe, wzniesione torebki, wielkości 9–25 mm, kuliste i spłaszczone o klapach wyciętych (subsp. gariepensis) lub stożkowate o klapach zaostrzonych (subsp. volubilis), papierzaste, pękające wzdłużnie, z pozostałościami listków okwiatu u nasady, zawierające czarne, lśniące, kanciaste, podługowate i spłaszczone nasiona o długości do 10 mm.
Gatunki podobneZaliczane do sekcji Schizobasis (dawniej klasyfikowanej jako odrębny rodzaj) gatunki rodzaju drimia, które tworzą wzniesione (niepnące), niemięsiste pędy kwiatostanowe oraz krótko żyjące kwiaty z górną zalążnią, o nieco zrośniętych u nasady listkach okwiatu, które odpadają przed owocowaniem. Rośliny te dawniej uznawane były za spokrewnione, jednak ich podobieństwo wynika z procesu konwergencji.

## Biologia i ekologia
Siedlisko i rozwójBowiea volubilis subsp volubilis występuje na niskich i średnich wysokościach, zwykle wzdłuż pasm górskich, w gęsto porośniętych roślinnością dolinach rzecznych, pod kępami krzewów i na głazach. Gatunek odnotowano także na obrzeżach karru i w krzaczastych wąwozach (kloof). Podgatunek ten występuje też w otwartych lasach lub na stromych skalistych wzgórzach, zwykle w miejscach dobrze zacienionych. Toleruje warunki wilgotne i suche, rosnąc głównie na obszarach opadu letniego, o sumie rocznej opadów 200–800 mm. Kwitnie wiosną i latem. Poszczególne okazy żyją przez ok. 10 lat (przynajmniej w uprawie).
B. v. subsp gariepensis zasiedla chłodniejsze piargi w dolinie rzeki Oranje. Kwitnie jesienią i zimą.
Kwiaty tych roślin, o zapachu uznawanym za nieprzyjemny, zapylane są przez muchówki z rodzin rączycowate i muchowate oraz przez osowate.
W przypadku obu podgatunków po owocowaniu części naziemne obumierają, a rośliny wchodzą w okres spoczynku.
Cechy fitochemiczneRoślina śmiertelnie trująca. Wszystkie organy B. volubilis zawierają kilka aktywnych glikozydów nasercowych, w tym glikozydy bufadienolidowe, m.in. bowogeninę. W bulwach tej rośliny obecne są również m.in. boworubozyd, bowokryptozyd, hellebrygenina oraz polisacharyd sinistryna.
GenetykaLiczba chromosomów 2n obu podgatunków wynosi 20. Garnitur chromosomowy składa się z dwóch par dużych (LSt), dwóch par średnich (MSt) i trzech par małych (SSt) chromosomów subakrocentrycznych oraz trzech par małych chromosomów submetacentrycznych (SSm).

## Systematyka
Pozycja systematycznaGatunek z monotypowego rodzaju Bowiea, który w systemach klasyfikacyjnych drugiej dekady XXI wieku (m.in. system APG IV) włączony jest do plemienia Urgineeae podrodziny Scilloideae w rodzinie szparagowatych Asparagaceae. Rodzaj stanowi klad siostrzany dla rodzaju drimia.
Historycznie rodzaj zaliczany był do rodziny hiacyntowatych (Hyacinthaceae). W systemie Takhtajana z 1997 roku rodzaj Bowiea został zaklasyfikowany, razem z rodzajem Schizobasis (obecnie włączonym do rodzaju drimia), do plemienia Bowieae Hutch. w rodzinie hiacyntowatych w rzędzie amarylkowców (Amaryllidales). W systemie Takhtajana z 2009 roku rodzaj został zaliczony przez autora do podrodziny Urgineoideae w rodzinie hiacyntowatych. W systemie Reveala z 2007 roku rodzaj zaliczony został do podplemienia Bowieinae w plemieniu Bowieae w rodzinie hiacyntowatych.
Podział gatunku
- Bowiea volubilis subsp. gariepensis (van Jaarsv.) Bruyns
- Bowiea volubilis subsp. volubilis

Typ nomenklatorycznyHolotyp Bowiea volubilis subsp. gariepensis, zebrany w 1982 roku na górze Groot Pellaberg w okolicach miejscowości Pofadder w RPA, przechowywany jest w zielniku Ogrodu Botanicznego Kirstenbosch w Kapsztadzie.

## Zagrożenie i ochrona
Podgatunek Bowiea volubilis subsp volubilis został ujęty na Czerwonej Liście Roślin Południowej Afryki ze statusem narażony na wyginięcie. Roślina ta znajduje się pod silną presją z uwagi na zbiory do celów leczniczych na większości swojego zasięgu. W latach 1977–2007 spadek populacji tego podgatunku w RPA przekroczył 30%. W ciągu ostatnich 10 lat odnotowano 40% spadek w monitorowanej subpopulacji w jednym z prywatnych rezerwatów przyrody, a inna znana subpopulacja została całkowicie zniszczona. W 2000 roku władze RPA skonfiskowały 1300 nielegalnie zebranych cebul tej rośliny.
B. v. subsp gariepensis został ujęty na Czerwonej Liście Roślin Południowej Afryki ze statusem najmniejszej troski.

## Zastosowanie
Rośliny leczniczeTradycyjni uzdrowiciele w południowej Afryce od dawna stosują Bowiea volubilis jako lek ziołowy przeciwko różnym chorobom, w szczególności na choroby skóry, podrażnienie oczu, kołatanie serca, ból głowy, bóle mięśniowe, niepłodność, zapalenie pęcherza moczowego i choroby przenoszone drogą płciową, a w mieszankach z innymi roślinami również przeciwrobaczo u niemowląt, na zapalenie wątroby, zespół bólowy miednicy mniejszej u kobiet oraz żółtaczkę u dzieci. Roślina stosowana jest również do wywołania poronienia. Lewatywa z naparu z cebul stosowana jest na impotencję.
Xhosa stosują odwary z cebul jako środki przeczyszczające. W tym samym celu Mfengu i Mpondo używają mielone prażone cebule. Zulusi stosują wyciąg wodny ze świeżych zewnętrznych łusek jako lekarstwo na wodobrzusze, niepłodność, zapalenie pęcherza moczowego, bóle pleców i bóle mięśni. Suazi stosują wywar z cebul Bowiea volubilis i Boophane disticha przeciwko świerzbowi. W medycynie tradycyjnej Zachodniej Prowincji Przylądkowej cebule stosuje się miejscowo na wysypkę skórną, pryszcze, skaleczenia, oparzenia i ukąszenia. Cebule używane są również w KwaZulu-Natal do sporządzania mieszanek stosowanych w celu ułatwienia porodu, leczenia bólu głowy i niepłodności.
Glikozydy nasercowe obecne w tych roślinach wykazują działanie kardiotoniczne, przeczyszczające, drażniące, wymiotne, przeciwzapalne, przeciwbakteryjne i przeciwgrzybicze. Działanie glikozydów obecnych w cebulach jest 30 razy silniejsze od glikozydów naparstnicy, a tych obecnych w kwiatach jest 60 razy silniejsze.
Z uwagi na zawartość glikozydów nasercowych cała roślina jest śmiertelnie trująca. Objawami przedawkowania są wymioty, ślinotok, zaburzenia rytmu serca i skurcze, które w ciągu minut lub godzin (w zależności od przyjętej dawki) kończą się śmiercią. Sekcje zwłok osób, które zmarły po zatruciu tą rośliną, wykazywały podrażnienie układu pokarmowego, przekrwienie wątroby i innych narządów wewnętrznych oraz zatrzymanie akcji serca w fazie rozkurczu.
Rośliny ozdobneZe względu na nietypowy pokrój Bowiea volubilis jest uprawiana jako roślina ozdobna, w szczególności roślina pokojowa (nazywana jest „arcydziwaczną” i „prawdziwą osobliwością”).
Rośliny magiczneW Afryce traktuje się tę roślinę jako posiadającą magiczne właściwości. Uważa się, że dzięki niej wojownicy stają się odważni i niezwyciężeni, chroni ona podróżnych oraz pozwala wyzwolić miłość. Uważa się też, że Bowiea odstrasza bandytów oraz chroni chaty od piorunów i gradu. Napar z cebul przyjmowany jest doustnie jako remedium na zatrucie (idliso) wywołane przez czary.

## Uprawa
Jest to roślina opisywana jako bardzo łatwa w uprawie.
WymaganiaPodłoże powinno być porowate i przepuszczalne – zalecana jest uprawa w standardowym podłożu dla kaktusów, według niektórych autorów w zwietrzałej glinie. Pojemnik powinien być szeroki i raczej płytki. Rośliny zaleca się przesadzać co dwa lata, wiosną, ewentualnie w miarę potrzeby (np. gdy pojawi się dużo cebul potomnych). Stanowisko powinno być widne, słoneczne (na stanowiskach pozbawionych bezpośredniego nasłonecznienia nie zakwitnie). Wymaga regularnego, ale umiarkowanego podlewania w okresie wegetacji (niektóre źródła precyzują, że podlewać wystarczy co 10 dni). Nie należy przy tym moczyć cebuli, ponieważ jej osłonki łatwo gniją. Nawożenie według różnych autorów wskazane jest jednorazowe lub dwukrotne w sezonie lub raz w miesiącu. Roślina wymaga podparcia, gdyż pędy kwiatostanowe nie tworzą wąsów czepnych. W warunkach naturalnych rośliny przechodzą raz w roku okres spoczynku, w czasie którego pęd kwiatostanowy obumiera. W warunkach domowych roślina może pozostać wiecznie zielona, jeżeli jednak wejdzie w okres spoczynku (co zdarza się latem), podlewanie należy ograniczyć do jednokrotnego w tygodniu aż do czasu pojawienia się nowego pędu (według innych źródeł w tym czasie należy się całkowicie wstrzymać z podlewaniem i nawożeniem). Niektórzy autorzy zalecają bulwę w stanie spoczynku przenieść w miejsce chłodne – o temperaturze ok. 10 °C lub nawet nieco niższej.
RozmnażanieRośliny rozmnaża się z nasion, cebul potomnych (nierzadko pojawiają się w uprawie licznie obok cebuli macierzystej) lub przez ukorzenianie fragmentów liści spichrzowych cebuli, które wytwarzają cebulki potomne na powierzchni cięcia.
SzkodnikiZwykle nie występują, mogą jednak pojawić się wełnowce, tarczniki i mszyce.